# デレク・ヒル (野球)
デレク・ジェローム・ヒル（Derek Jerome Hill, 1995年12月30日 - ）は、アメリカ合衆国アイオワ州デモイン出身のプロ野球選手（外野手）。右投右打。MLBのマイアミ・マーリンズ所属。

## 経歴

### プロ入りとタイガース時代

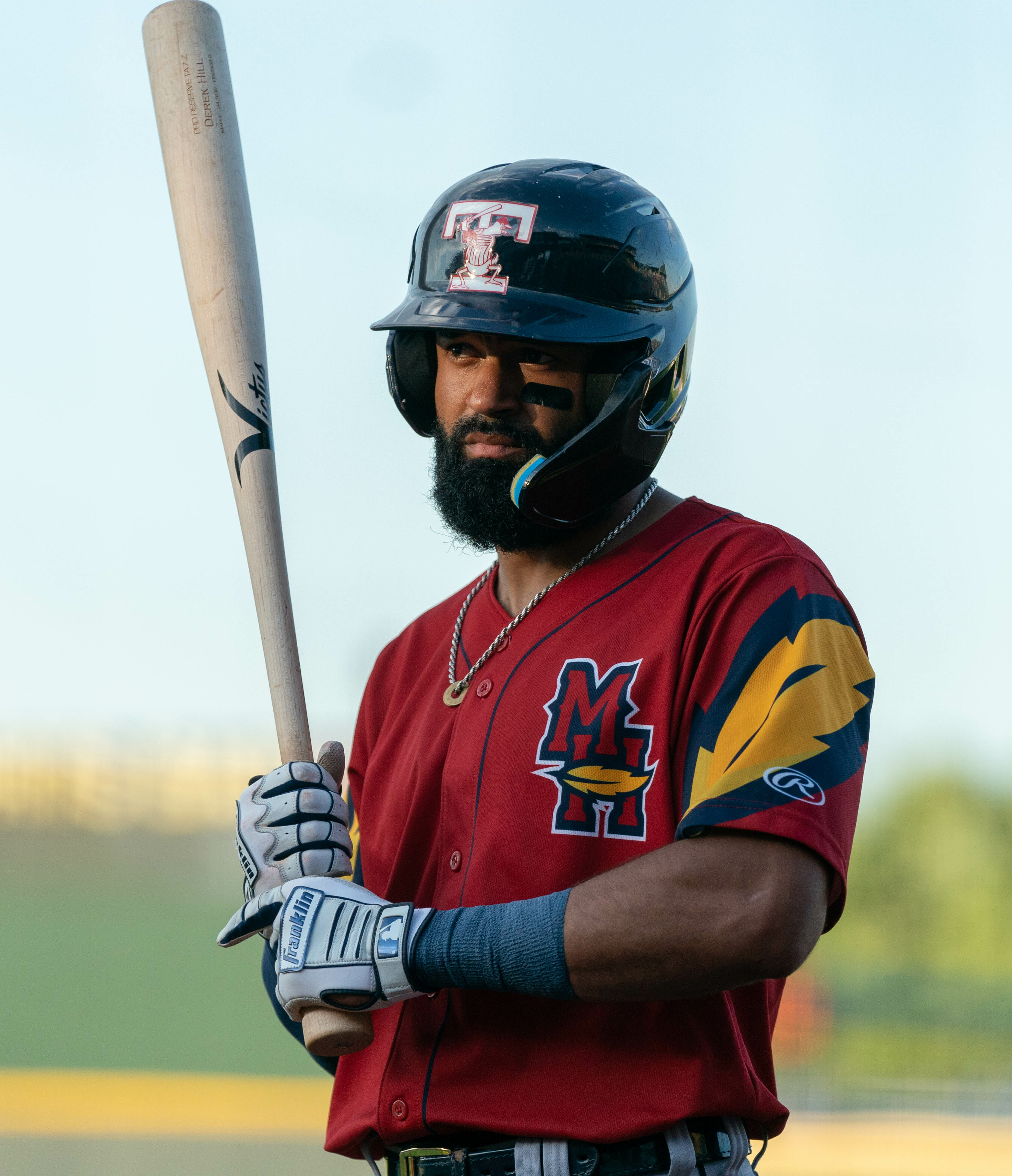
AAA級トレド・マッドヘンズ時代
(2022年7月10日)

2014年のMLBドラフト1巡目 (全体23位) でデトロイト・タイガースから指名され、予定していたオレゴン大学への進学を取り止めプロ入り。契約金は200万ドル。2019年まで傘下のマイナーチームでプレーした。
2020年9月2日にジャコビー・ジョーンズの故障離脱に伴いメジャー契約を結んでアクティブ・ロースター入りし、4日のミネソタ・ツインズ戦に途中出場してメジャーデビューを果たした。この年はメジャーで15試合に出場して打率.091の成績を記録した。
2022年8月1日にDFAとなった。

### マリナーズ傘下時代
2022年8月5日にウェイバー公示を経てシアトル・マリナーズへ移籍した。移籍後は傘下のAAA級タコマ・レイニアーズへ送られ、メジャーへの昇格はなかった。オフの10月26日にDFAとなり、28日にウェイバー公示された後、11月10日にFAとなった。

### ナショナルズ時代
2022年11月22日にワシントン・ナショナルズとマイナー契約を結んだ。
2023年は傘下AAA級ロチェスター・レッドウィングスで開幕を迎えた。48試合に出場して打率.324、8本塁打、31打点、10盗塁の好成績を記録して、6月21日にメジャー契約を結んでアクティブ・ロースター入りした。オフの10月2日にFAとなった。

### レンジャーズ時代
2023年12月27日にテキサス・レンジャーズとマイナー契約を迎えた。
2024年は傘下AAA級ラウンドロック・エクスプレスで開幕を迎えた。5月21日にメジャー契約を結んでアクティブ・ロースター入りした。6月7日にDFAとなった。6月12日に傘下AAA級ラウンドロックへ配属された。6月26日にメジャー契約を結んでアクティブ・ロースター入りした。7月20日にDFAとなった。

### ジャイアンツ時代
2024年7月23日にウェイバー公示を経てサンフランシスコ・ジャイアンツへ移籍した。8月2日にDFAとなった。

### マーリンズ時代
2024年8月3日にウェイバー公示を経てマイアミ・マーリンズへ移籍した。8月18日のメッツ戦では中堅手を守り、中堅後方の打球を捕球し、速やかに右翼手のヘスス・サンチェスへ送球。そのサンチェスが二塁手のオット・ロペスへ送球。そのロペスが更に捕手のニック・フォーテスへ送球し、メッツの走者であるマーク・ビエントスを本塁で刺殺。これにより史上初の「8-9-4-2の併殺打」という珍プレーを記録した。

## 人物
父親のオルシノ・ヒルはロサンゼルス・ドジャースでスカウトを務めている。

## 詳細情報

### 年度別打撃成績
| 年 度    | 球 団    | 試 合 | 打 席 | 打 数 | 得 点 | 安 打 | 二 塁 打 | 三 塁 打 | 本 塁 打 | 塁 打 | 打 点 | 盗 塁 | 盗 塁 死 | 犠 打 | 犠 飛 | 四 球 | 敬 遠 | 死 球 | 三 振 | 併 殺 打 | 打 率 | 出 塁 率 | 長 打 率 | O P S |
| -------- | -------- | ----- | ----- | ----- | ----- | ----- | -------- | -------- | -------- | ----- | ----- | ----- | -------- | ----- | ----- | ----- | ----- | ----- | ----- | -------- | ----- | -------- | -------- | ----- |
| 2020     | DET      | 15    | 12    | 11    | 3     | 1     | 0        | 0        | 0        | 1     | 0     | 0     | 0        | 0     | 0     | 1     | 0     | 0     | 6     | 0        | .091  | .167     | .091     | .258  |
| 2021     | DET      | 49    | 150   | 139   | 19    | 36    | 3        | 3        | 3        | 54    | 14    | 6     | 3        | 0     | 0     | 10    | 0     | 1     | 42    | 2        | .259  | .313     | .388     | .702  |
| 2022     | DET      | 31    | 92    | 83    | 8     | 19    | 2        | 0        | 1        | 24    | 3     | 3     | 0        | 3     | 1     | 5     | 0     | 0     | 28    | 0        | .229  | .270     | .289     | .559  |
| MLB：3年 | MLB：3年 | 95    | 254   | 233   | 30    | 56    | 5        | 3        | 4        | 79    | 17    | 9     | 3        | 3     | 1     | 16    | 0     | 1     | 76    | 2        | .240  | .291     | .339     | .630  |

- 2022年度シーズン終了時

### 年度別守備成績
| 年 度 | 球 団 | 中堅（CF） | 中堅（CF） | 中堅（CF） | 中堅（CF） | 中堅（CF） | 中堅（CF） |
| 年 度 | 球 団 | 試 合      | 刺 殺      | 補 殺      | 失 策      | 併 殺      | 守 備 率   |
| ----- | ----- | ---------- | ---------- | ---------- | ---------- | ---------- | ---------- |
| 2020  | DET   | 10         | 9          | 0          | 1          | 0          | .900       |
| 2021  | DET   | 45         | 100        | 3          | 1          | 1          | .990       |
| MLB   | MLB   | 55         | 109        | 3          | 2          | 1          | .982       |

- 2021年度シーズン終了時

### 背番号
- 54（2020年 - 2022年）
- 34（2023年 - ）